# Antoine Lamparelli
Antoine Lamparelli (Roma (Itàlia), 1767 - Vitry-le-François (Marne), 25 de desembre de 1832) fou compositor de cant italià.
Va fer els estudis musicals sota la direcció de l'abat Amboni, chantre de la catedral, i músic instruït. Després que l'exèrcit francès, comanat pel general Bonaparte s'havia apoderat de Torí, aquesta ciutat va perdre el seu brillantor per la distància de la cort; aquesta circumstància i les sol·licituds d'alguns oficials francesos l'animaren a anar a París. Les seves romances i cançonetes italianes, que va publicar diverses col·leccions, el va posar de moda, i va tenir èxit com a professor de cant. Però, sense que el motiu de la seva brusca partida fos coneguda, Va viatjar durant algun temps als departaments i va acabar establint-se a Lilla, on era encara el 1816. Al voltant d'aquest temps va tornar a desaparèixer d'aquesta ciutat sense saber el que s'havia convertit. Hom el torna a descobrir a Troyes (Aube) el 1820, però després d'aquesta època, No troba cap informació més informació sobre la seva persona. Lamparelli va publicar a París onze col·leccions de romances amb acompanyament, de Naderman. També li coneixem dues cançons: 1º Le diable emporte l'amour, ibid. 2º Le Chien de la Seine, ibid., 1799.